# Chioninia spinalis
Espèce
Synonymes
- Mabuya spinalis Boulenger, 1906
- Mabuia salensis Angel, 1935
- Mabuya stangeri maioensis Mertens, 1955

Statut de conservation UICN

 LC  : Préoccupation mineure
Chioninia spinalis est une espèce de sauriens de la famille des Scincidae.

## Répartition
Cette espèce est endémique des îles du Cap-Vert.

## Liste des sous-espèces
Selon The Reptile Database (7 août 2012), cinq sous-espèces sont reconnues :
- Chioninia spinalis boavistensis Miralles, Vasconcelos, Perera, Harris & Carranza, 2010 ;
- Chioninia spinalis maioensis (Mertens, 1955) ;
- Chioninia spinalis salensis (Angel, 1935) ;
- Chioninia spinalis santiagoensis Miralles, Vasconcelos, Perera, Harris & Carranza, 2010 ;
- Chioninia spinalis spinalis (Boulenger, 1906).

## Publications originales
- Angel, 1935 : Lézards des Îles du Cap Vert, rapportés par M. le Professeur Chevalier. Description de espèces nouvelles. Bulletin du Muséum d’Histoire Naturelle de Paris, sér. 2, vol. 7, p. 165–169.
- Boulenger, 1906 : Report on the reptiles collected by the late L. Fea in West Africa. Annali di Museo Civico di Storia Naturale di Genova, sér. 3, vol. 2, p. 196-216.
- Mertens, 1955 : Die Eidechen der Kapverden. Commentationes biologicae, vol. 15, n. 5, p. 1-16.
- Miralles, Vasconcelos, Perera, Harris & Carranza, 2010 : An integrative taxonomic revision of the Cape Verdean skinks (Squamata, Scincidae). Zoologica Scripta, vol. 40, no 1, p. 16-44.